# Канель (город)
Канель (фр. Kanel) — город и коммуна на северо-востоке Сенегала, на территории области Матам. Административный центр одноимённого департамента.

## Географическое положение
Город находится в северо-восточной части области, западнее реки Сенегал, вблизи границы с Мавританией, на расстоянии приблизительно 448 километров к востоку-северо-востоку (ENE) от столицы страны Дакара. Абсолютная высота — 22 метра над уровнем моря.

## Население
По данным переписи 2002 года численность населения Канеля составляла 8997 человек.
Динамика численности населения города по годам:
| 1976 | 1988 | 2002 | 2010   |
| ---- | ---- | ---- | ------ |
| 5472 | 4667 | 8997 | 12 600 |

## Транспорт
Ближайший аэропорт находится в городе Уро-Соги. Через город проходит национальное шоссе N2.